# Al-Qiddiya
Qiddiyah es un megaproyecto de entretenimiento establecido en Riad. La construcción comenzó a principios de 2019. El proyecto es uno de los megaproyectos turísticos que se establecerán en Arabia Saudita en el marco de Saudi Vision 2030 que tiene como objetivo diversificar los recursos de ingresos del país. El 26 de junio de 2019, se reveló el plan maestro para Qiddiya. Se compone de cinco proyectos principales. Estos proyectos incluyen centros turísticos, parques y centro de la ciudad. La primera fase que se abrirá en 2023 contará con "Six Flags Qiddiya" como una atracción familiar. El objetivo principal del plan maestro es crear un proyecto que abrume a los visitantes con una variedad de actividades. Se planea proporcionar tales experiencias diseñadas de una manera que tenga en cuenta los aspectos culturales, naturales y profesionales. Por lo tanto, se ha tenido en cuenta el patrón natural del sitio. Al hacerlo, el diseño propuesto llevará a los visitantes a través de una red de cinturón verde.

## Concepto
La idea principal detrás del proyecto es establecer un lugar de estilo de vida saludable, feliz y atractivo que esté lleno de diferentes oportunidades y alentar a los jóvenes sauditas ambiciosos que buscan crear una Arabia Saudita próspera.

## Ubicación
Qiddiyah City o Qiddiyah project, que cuenta con el apoyo del Fondo de Inversión Pública (PIF), se ubicará a 40 km del centro de la ciudad de Riad. Tendrá varias instalaciones recreativas que incluyen parques de atracciones, áreas deportivas, senderos para andar en bicicleta y en automóvil, parques acuáticos, paisajes naturales y actividades culturales.
El proyecto proporcionará empleos a muchos hombres y mujeres sauditas, ya que será capaz de organizar competiciones deportivas mundiales y una amplia gama de actividades.
Para 2030, se espera que el proyecto sea el destino turístico más grande del mundo, con un área total de 334 km².

## Fase uno
Se planea completar la primera fase del proyecto para 2023. Una vez completada esta fase, se completarán 45 proyectos individuales. Además, se lanzarán 300 recreativos, hoteleros, recreativos y deportivos.

## Becas y cursos de capacitación
Una vez establecido, Qiddiya necesita alrededor de 17,000 personas para ser administrado. Por lo tanto, para contratar empleados calificados, se están llevando a cabo una serie de becas y recursos de capacitación. Para ello, se llevó a cabo un acuerdo de asociación entre el proyecto Qiddiya y la Universidad de Florida Central para capacitar a jóvenes sauditas en hotelería, turismo y gestión deportiva. Además, se han abierto 60 becas para jóvenes sauditas en campos relacionados.

## Actividades
Se permitirán más de 300 actividades en el proyecto, incluidos deportes de base, actividades acuáticas, actividades de invierno, safaris.

## Visión saudita 2030
El proyecto llega a cumplir con  Saudi vision para aumentar el gasto local. Se espera que dicho proyecto contribuya a devolver 30 mil millones de dólares gastados en el extranjero por los sauditas. Además, se espera que para 2030 el número total de visitantes anuales alcance los 17 millones.

## Características
El proyecto albergará una serie de instalaciones de éxito mundial que incluyen:
1. La montaña rusa más rápida.
2. El paseo más alto de la torre de caída.[14]
3. El parque temático más grande.[15]